# Cliff Thrift
Clifford Thrift (Dallas, 3 maggio 1956) è un ex giocatore di football americano statunitense che ha giocato nel ruolo di linebacker per otto stagioni nella National Football League (NFL). Fu scelto nel corso del terzo giro (73º assoluto) del Draft NFL 1979 dai San Diego Chargers. Al college ha giocato a football alla East Central University.

## Carriera professionistica
Thrift fu scelto nel corso del terzo giro del Draft 1979 dai San Diego Chargers. Nella sua stagione da rookie disputò tutte le 16 gare stagionali. Rimase coi Chargers per sei stagioni con un primato di due intercetti nel 198. Nel 1985, Cliff passò a Chicago. I Bears terminarono la stagione regolare con un record di 15-1, vincendo il Super Bowl XX contro i New England Patriots per 46-10. L'annata successiva, Thrift passò ai Los Angeles Rams dove disputò l'ultima stagione della carriera professionistica.

## Vittorie e premi
- Super Bowl : 1 Vincitore del Super Bowl XX

## Statistiche
| Partite totali   | 97 |
| Intercetti fatti | 3  |